# FBX
FBX (Filmbox) は、Kaydaraによって開発され、2006年よりAutodeskが所有するプロプライエタリなファイル形式 (.fbx) である。 この形式は、デジタルコンテンツ作成 (DCC) アプリケーション間の相互運用性を提供するために使用されている。FBXは、ビデオゲームのミドルウェアシリーズである、Autodesk Gamewareの一部にもなっている。

## 歴史
FBXは、カナダ企業であるKaydaraの、モーションキャプチャーデバイスからのデータを記録するソフトウェアFilmboxのためのファイル形式を起源とする。1996年より以前は、Filmbox 1.0はFLMと呼ばれるファイル形式を使用していた。この形式はモーションデータ、ユーザー設定およびモーションデータのキャプチャデバイスリストのみをサポートしていた。このデータは、read/writeのメモリデータを含む、ライブラリのシリアル化バージョン (バイナリダンプ) であった。このデータ保存方法は、異なるバージョンのFilmboxではうまく動作しなかった。また、Filmboxの早期導入者からの要望として、3Dビューでディスプレイマーカーと一緒にデータの可視化を可能にするために、シーン内でモーションキャプチャーデータと共にターゲットキャラクターを実装することを求められていた。
1996年、Kaydaraは、2D、3D、音声、動画データとモーションの保存を可能にした、オブジェクトベースモデルのFBXと呼ばれる新たなネイティブファイル形式を、Filmbox 1.5と共にリリースした。この形式は、Cinema 4D、Softimage、PowerAnimator、LightWave 3Dおよび3D Studio MAXのような他の3Dソフトウェアパッケージからの広範なサポートを受けた。
2002年、バージョン4.0のリリースと共に、FilmboxはMotionBuilderに改名され、KaydaraはAppleのQuickTime Viewer用のFBXを立ち上げた。
2004年8月8日、AliasはKaydaraを買収する意向を発表し、9月に合意に達した。2005年、オブジェクトモデルを標準化し、他のソフトウェア開発者が、彼ら自身のプラグインを提供することを可能にするため、ソフトウェア開発キット (SDK) が開発された。
2006年1月10日、AliasはAutodeskに買収された。その後2006年に、プロパティ機能のためのサポートがFBXに追加された。

## SDK
AutodeskはFBXファイルの読み書きおよび相互変換のためのプロプライエタリなC++専用ソフトウェア開発キットとして「FBX SDK」を提供している。2022年12月現在の最新版は2020.3.2である。プラットフォームとしてMicrosoft Windows、macOS、iOS、Linuxがサポートされている。
FBXファイル形式はプロプライエタリであるものの、フォーマットの説明は、FBXリーダー/ライター用のヘッダーファイルを提供するFBX拡張SDKにて公開されている。
その他、FBX SDKのPython用バインディングがAutodeskにより公式提供されている。Blenderは、FBX SDKを使わずに書かれた、FBX用のインポート/エクスポートスクリプトを含んでいるほか、The OpenEnded GroupのFieldは、FBXファイルを読み込み展開するためのJavaベースのライブラリを含んでいる。
FBX SDK 2020.0およびそれ以前のバージョンにはバッファオーバーフローによるセキュリティ脆弱性が存在することが判明しているため、新しいバージョンへの移行が推奨されている。

## ファイル形式
FBXは、バイナリまたはASCIIデータのどちらでも表現でき、FBX SDKを利用して読み書きが可能である。
どちらの形式も仕様はドキュメント化されていないものの、Autodesk FBX SDKのヘルプに参考資料が存在している。
FBXのバイナリ形式に関しては、Blender Foundationが独自解析した結果として不完全な非公式仕様を公開しており、FBX (ASCIIまたはバイナリ形式に依存しない) に実際のデータをどうレイアウトするかを示すための高水準非公式仕様 (作業中) も公開している。
FBX SDKは内部文字列表現にUTF-8を使用する。Windows環境向けに変換APIが用意されている。